# Michael Duursma
Michael Steven (Mike) Duursma (Heiloo, 26 februari 1978) is een voormalig Nederlands honkballer. Zijn positie is korte stop of tweede honk. Hij is rechtshandig.
Duursma begon met honkballen op jonge leeftijd bij "Double Stars Heiloo".
Duursma speelde van 1998 tot 2001 in de Verenigde Staten voor de collegeteams Cypress Community College en Purdue University. Nadat hij in 1999 werd verkozen tot Most Valuable Player bij Cypress Community College kwam hij in beeld bij Purdue University, waar hij een studiebeurs kreeg aangeboden. In 2001 werd hij verkozen tot de beste korte stop van de BIG-10 conference.
Duursma heeft 21 seizoenen in de Nederlandse honkbalcompetitie gespeeld voor HCAW, Neptunus, de Pioniers en L&D Amsterdam. Met HCAW werd hij in 1996 en 1998 landskampioen.
In 2000 debuteerde Duursma kort voor het Nederlands team, maar viel af voor de Olympische Spelen. Hetzelfde scenario ontvouwde zich in 2004, toen hij na de Haarlemse honkbalweek voor de Olympische Spelen weer afviel. In 2005 kwam Duursma echter wel in actie bij het EK en WK. Ook bij het WK van 2007 was hij weer van de partij. Op de Olympische Spelen van 2008 in Peking maakte hij zijn Olympisch debuut. In 2006, 2009 en 2013 speelde Duursma in het Nederlands team tijdens de World Baseball Classic. Ook in 2016 deed Duursma mee bij het EK. In totaal speelde Duursma 178 wedstrijden voor het Nederlands team.
Na het seizoen 2016 zette Duursma een punt achter zijn spelersloopbaan. Hij won in dat seizoen met L&D Amsterdam de Europa Cup.

## Carrière als trainer
Na zijn spelerscarrière werd Duursma coach van het Nederlands honkbalteam O16. Met dit team won hij de U16 Colt World Series, wat nog nooit een Europees team gelukt was.
In 2018 ging hij aan de slag als coach van het Koninkrijksteam O15. Met dit team won hij in 2019 brons op het Europees kampioenschap.
Eind 2019 werd Duursma hoofdcoach van L&D Amsterdam, wat zijn debuut als manager in de hoofdklasse betekende. Hij was tot het einde van het seizoen 2021 actief als coach van L&D Amsterdam. In zijn laatste seizoen won hij met L&D Amsterdam het landskampioenschap.
Sharnol Adriana · 
David Bergman · 
Leon Boyd · 
Yurendell de Caster · 
Rob Cordemans · 
Dave Draijer · 
Michael Duursma · 
Bryan Engelhardt · 
Percy Isenia · 
Sidney de Jong · 
Michiel van Kampen · 
Eugene Kingsale · 
Dirk van 't Klooster · 
Roel Koolen · 
Raily Legito · 
Diego Markwell · 
Shairon Martis · 
Martijn Meeuwis · 
Danny Rombley · 
Jeroen Sluijter · 
Tjerk Smeets · 
Alexander Smit · 
Juan Carlos Sulbaran · 
Pim Walsma